# Who can tell?
Who can tell? is een operette/revue geschreven door Edward Joseph Collins en Hal Geer.
Collins schreef het werk nadat hij in de Eerste Wereldoorlog had gevochten en ook de Spaanse griep had overleefd. Hij was in 1919 gelegerd in de buurt van Parijs en kreeg zo waar enige financiële middelen van een Joodse welstandsvereniging een operette te schrijven en uit te laten voeren. Er vond een aantal opvoeringen plaats in het opleidingskamp Goudrecourt, in een theater aan de Champs Elysées, maar ook in Duitsland. Als laatste kwam een aantal opvoeringen in en rond Chicago (thuisplaats van Collins) van de grond. Het verhaal gaat dat de Amerikaanse president Woodrow Wilson een van de voorstellingen heeft bijgewoond, voordat hij een beroerte kreeg. Vervolgens verdween het werk geheel van tafel. Pas in de laten jaren negentig van de 20e eeuw, toen de werken van Collins (deels) werden teruggevonden, kon men de geschiedenis van de operette aan de hand van dagboekfragmenten etc. in beeld brengen. De operette zelf kan als verloren worden beschouwd.